# قرار مجلس الأمن التابع للأمم المتحدة رقم 1183
قرار مجلس الأمن التابع للأمم المتحدة رقم 1183، المتخذ بالإجماع في 15 تموز / يوليو 1998، بعد الإشارة إلى القرارات السابقة بشأن كرواتيا بما في ذلك القرارات 779 (1992) و981 (1995) و1147 (1998)، أذن المجلس لبعثة مراقبي الأمم المتحدة في بريفلاكا مواصلة مراقبة نزع السلاح في منطقة شبه جزيرة بريفلاكا في كرواتيا حتى 15 يناير 1999.
وكان الأمين العام كوفي عنان قد أبلغ عن تطورات إيجابية في الوضع. وقدمت كل من جمهورية يوغوسلافيا الاتحادية (صربيا والجبل الأسود) وكرواتيا مقترحات ومبادرات لحل النزاع. ووقعت انتهاكات طويلة الأمد لنظام التجريد من السلاح فيما يتعلق بأنشطة إزالة الألغام والقيود المفروضة على حرية حركة موظفي الأمم المتحدة، ولذلك كان من الضروري استمرار وجود المراقبين.
وحث الطرفان على التنفيذ الكامل لاتفاق بشأن تطبيع العلاقات بينهما، ووقف انتهاكات نظام التجريد من السلاح، وتخفيف حدة التوتر، وكفالة حرية تنقل مراقبي الأمم المتحدة. وطُلب من الأمين العام أن يقدم تقريراً إلى المجلس بحلول 15 تشرين الأول / أكتوبر 1998 بشأن التقدم المحرز نحو حل سلمي للنزاع بين كرواتيا وصربيا والجبل الأسود. أخيرًا، كان على قوة تثبيت الاستقرار، المأذون بها في القرار 1088 (1996) ومُددت بموجب القرار 1174 (1998)، أن تتعاون مع بعثة مراقبي الأمم المتحدة في بريفلاكا.

## روابط خارجية
- نص القرار في undocs.org